# Mário Vicente
Mário Vicente Fitas Ralheta (n. Vila Fernando) é um escritor português.
Participou na Guerra Colonial Portuguesa na Guiné Portuguesa.

## Obras
- Putos, Gandulos e Guerra (2000) (autobiografia)
- Pami Na Dondo, a guerrilheira (2005) (romance histórico)